# Focillodes uncinata
Focillodes uncinata là một loài bướm đêm trong họ Noctuidae.